# 腎静脈
腎静脈（英：renal vein）は腎臓から還流する静脈で腎臓と下大静脈をつないでいる。
重複腎静脈と呼ばれる稀な場合を除いて、腎静脈は両側に1本ずつだけある。左右の静脈の位置関係は以下の通り。
- 左腎静脈は脾静脈と膵臓の膵体部の後側にあり、腹部大動脈と上腸間膜動脈に挟まれている。
- 右腎静脈は十二指腸第2部の後ろに位置している。

腎静脈は腎臓近くで2本に分かれており
- 前半分からの血液を受ける"腎静脈前枝"
- 後半分から血液を受ける"腎静脈後枝"

の2つがある。これらはさらに枝分かれしている。また、尿管からの静脈も一部受けていることがある。

## 非対称性
下大静脈が体の中心より右に走っている関係で左腎静脈の方が右腎静脈より長い。逆に、右腎静脈は左の3分の1ほどの長さしかないので下大静脈と右腎がかなり接近している。そのため右腎の手術は左腎よりも複雑とされる。また、左右対称でないために左腎静脈は以下の静脈をも受けている
、
- 左副腎静脈
- 左精巣静脈（男性）・左卵巣静脈（女性）
- 左第2腰静脈

右半身ではこうした静脈は直接下大静脈に流れ込んでいるのが普通である。ただし、通常右側にあるはずの下大静脈が左側にあるような変異（左下大静脈）などでは、右精巣静脈（右卵巣静脈）が右腎静脈に合流していることもある。

## 関連疾患
腎静脈と関連する疾患としては、腎静脈血栓症（renal vein thrombosis :RVT）やナットクラッカー症候群（左腎静脈陥穿症候群）などがある。腎静脈血栓症は、大量のタンパク質が尿中に流出するネフローゼ症候群などに伴い、腎静脈に血栓ができるものである。ナットクラッカー症候群は、左腎静脈が腹部大動脈と上腸間膜動脈によって押しつぶされて静脈圧が上昇することにより発症する。これは、腎静脈が腹部大動脈と上腸間膜動脈に挟まれるような位置で走っていることによる。この位置関係がくるみ割りの道具（ナットクラッカー）に似ていることから、「ナットクラッカー症候群」と呼ばれるようになったという。

## 変異
腎静脈の変異は少ないほうで、重複腎静脈で一番多いのは右に2本左に1本あるものである。この他、左側に複数ある場合は大動脈を囲んでいることがある。

## 画像

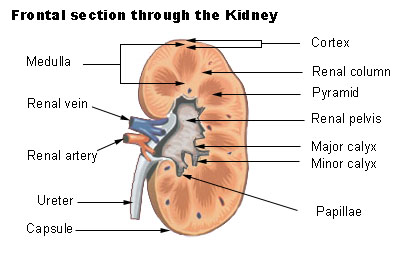
腎臓の前頭断
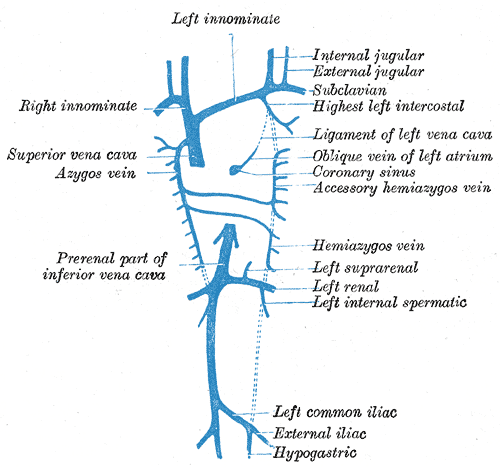
発生の終盤、壁側の静脈が出来上がったころの図
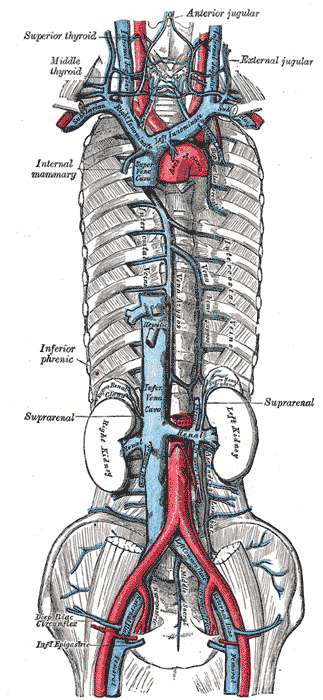
奇静脈とその分枝

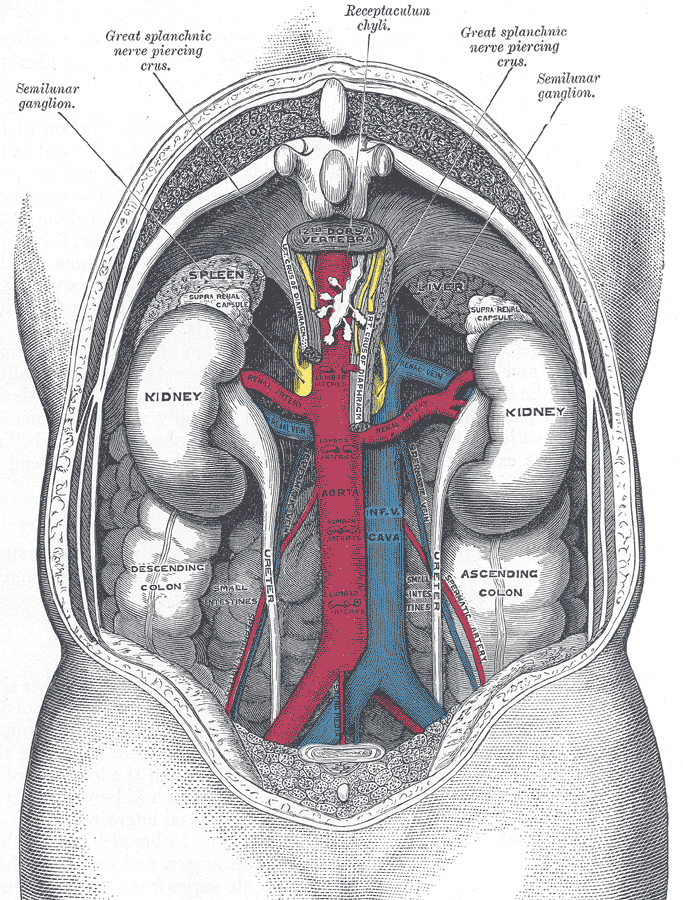
椎骨をはずし腎臓付近を後ろから見た図
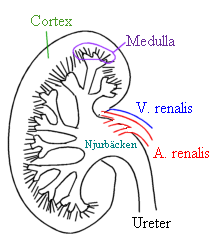
尿管と腎動脈と腎静脈の並び
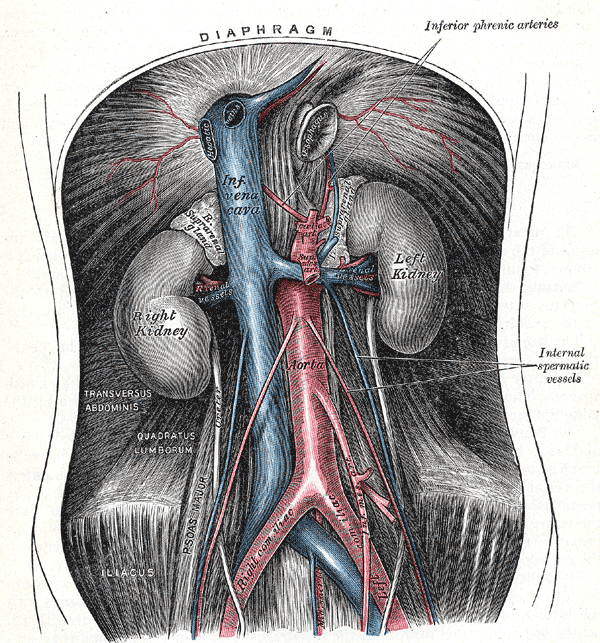
左下横隔静脈や左精巣静脈が左腎静脈に流れ込んでいるのがわかる。